# Labadisten

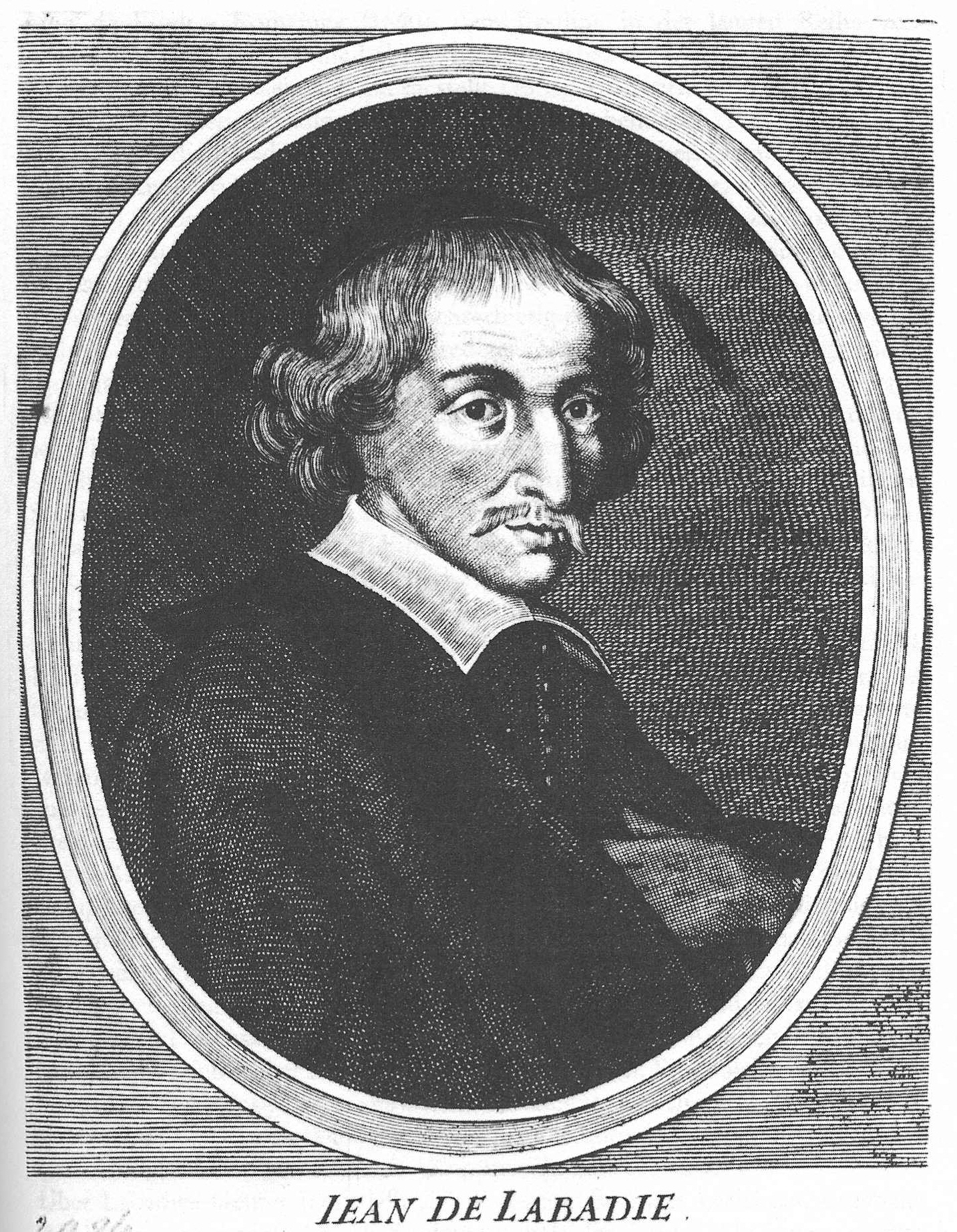
Jean de Labadie

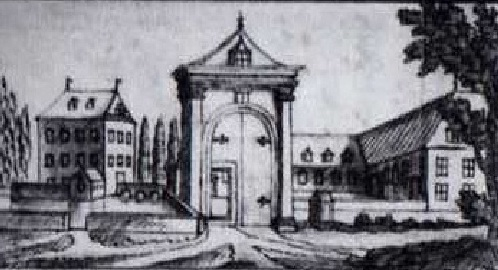
Thetinga-state (ca. 1686), detail uit een plattegrond door Johann Andreas Graff

De labadisten vormden in de 17e eeuw een Nederlandse piëtistische godsdienstige sekte. 

## Geschiedenis
Jean de Labadie was hun inspirator. Hij was een ex-jezuïet, die als predikant van de Waalse kerk van Middelburg streefde naar een zuivere kerk van alleen ware gelovigen. In 1669 werd hij afgezet als predikant en verzamelde vervolgens in Amsterdam een groep aanhangers om zich heen. Zelfs op het hoogtepunt had de stroming minder dan 400 aanhangers. Onder de labadisten was een aantal zeer getalenteerde mensen, zoals Anna Maria van Schurman, Maria Sibylla Merian, Anna van Aerssen van Sommelsdijk en Hendrik van Deventer. De labadisten trokken enige tijd door Nederland en het Duitse rijk op zoek naar een vaste verblijfplaats. Uiteindelijk kwamen zij in 1675 terecht op de Walta State in Bozum bij Wieuwerd, die in het bezit was van enkele volgelingen; drie ongehuwde zusters uit de familie Van Aerssen van Sommelsdijck. In de kelder van de kerk van Wieuwerd zijn enkele mummies bewaard gebleven. Mogelijk zijn daar ook labadisten bij.
De Engelse filosoof John Locke bezocht de groep op 22 augustus 1684 in Wieuwerd. Ook de quaker William Penn, de stichter van de Amerikaanse staat Pennsylvania, publiceerde een verslag over zijn bezoek aan de labadisten.

## Geloofspunten
De labadisten zochten vooral naar de innerlijke aanwezigheid van God in de mens en legden minder nadruk op de Heilige Schrift. Ze leefden allemaal bij elkaar in een gemeenschap en als ze daarvan lid werden, deden ze afstand van al hun bezittingen ten gunste van de groep, zoals in het vroege christendom ook gebeurde. Ze beschouwden de Kerk als een groep gelovigen die vrij van zonde waren herboren. Ze vierden zelden het avondmaal, keurden de kinderdoop af en hadden geen strenge regels over het in acht nemen van de zondagsrust. Een huwelijk met een niet-herborene werd niet als bindend beschouwd. 

## Verspreiding en teloorgang
De sekte heeft zich aan het einde van de 17e eeuw verspreid. In 1683 trokken leden naar Maryland en naar Suriname waar in 1684 een plantage, genaamd La Providence werd gesticht. Deze plantage lag in afzondering, op veertig uur roeien van Paramaribo aan de Surinamerivier. De labadisten mochten zich in Suriname vestigen omdat drie zusters van gouverneur Cornelis van Aerssen van Sommelsdijck tot de sekte behoorden. Tot degenen die zich in Suriname vestigden behoorde Maria Sibylla Merian en haar dochter Dorothea Maria. Zij maakten hier onder andere een studie van tropische insecten. De plantage in Suriname hield het niet lang vol. De eendracht en tucht van Wieuwerd was hier ver te zoeken. Veel van de nieuwkomers stierven aan malaria. Ook het idee om slaven door een zachtzinnige behandeling te bekeren tot het labadisme bleek een utopie. 
De achtergebleven labadisten in Wieuwerd kwamen in de problemen toen Hendrik van Deventer hen verliet. De gemeenschap had financieel het hoofd boven water weten te houden door de inkomsten uit de verkoop van de door hem gemaakte medicijnen. In 1732 kwam er een definitief einde aan de labadistische gemeenschap in Wieuwerd. De state is later afgebroken.